# Помрой, Артур, 1-й виконт Харбертон
Артур Помрой, 1-й виконт Харбертон (англ. Arthur Pomeroy, 1st Viscount Harberton; 16 января 1723 — 9 апреля 1798) — англо-ирландский политик.

## Биография
Родился 16 января 1723 года в Корке (графство Корк, Ирландия). Старший сын преподобного Джона Помроя, архидьякона Корка, и его жены Элизабет Доннеллан из Клогана, графство Роскоммон.
Он получил образование в Тринити-коллдже Дублинского университета, который закончил со степенью бакалавра искусств. В 1752 году он занимал должность главного шерифа графства Килдэр.
С 1761 по 1783 год он заседал в Палате общин Ирландии в качестве члена парламента от графства Килдэр. 10 октября 1783 года для него был создан титул барона Харбертона из Карбери в графстве Килдэр (Пэрство Ирландии). 5 июля 1791 года ему был присвоен титул виконта Харбертона (Пэрство Ирландии).
Артур Помрой скончался 9 апреля 1798 года в возрасте 75 лет на Килдэр-стрит, Дублин, графство Дублин.

## Семья
20 октября 1747 года в графстве Килдэр, Ирландия, Артур Помрой женился на Мэри Колли (11 июля 1723 — 7 апреля 1794), дочери Генри Колли из Касл-Карбери из его жены, леди Мэри Гамильтон, дочери Джеймса Гамильтона, 6-го графа Аберкорна. У супругов было семеро детей:
- Генри Помрой, 2-й виконт Харбертон (8 декабря 1749 — 30 ноября 1829)[1], старший сын и преемник отца.
- Артур Джеймс Помрой, 3-й виконт Харбертон (3 марта 1753 — 27 сентября 1832)[1]
- Генриетта Джудит Помрой (18 июня 1754 — 22 апреля 1778), в 1776 году она вышла замуж за преподобного Джеймса Хьюитта, 2-го виконта Лиффорда (1750—1830)
- Мэри Помрой (19 марта 1757 — 28 сентября 1778), в 1776 году она вышла замуж за сэра Джона Крейвена Кардена, 1-го баронета из Темплмора (1758—1820)
- Джон Помрой, 4-й виконт Харбертон (19 декабря 1758 — 4 июля 1833)[1].
- Капитан Джордж Помрой (1 марта 1764—1794), не женат
- Элизабет Помрой, незамужняя.